# Szemely
Szemely község (horvátul: Semelj) Baranya vármegyében, a Pécsi járásban. A Pécshez közeli település történeti régmúltja roppant változatos. A központi fekvés, a könnyű megközelíthetőség, valamint a kedvező éghajlat és természeti adottságok sok nép megtelepedését eredményezték. A Szemelyi-patak a település közelében, attól keletre folyik.

## Fekvése
A megyeszékhelytől, Pécstől mintegy 10 kilométerre dél-délkeleti irányban fekszik. Különálló településrésze Szentkútpuszta, központjától mintegy 3,5 kilométerre északra. 
A szomszédos települések: észak felől Nagykozár, északkelet felől Magyarsarlós, kelet felől Lothárd, délnyugat felől Egerág, északnyugat felől pedig Kozármisleny.

### Megközelítése
A község központi része zsáktelepülésnek tekinthető, mivel közúton csak az 5711-es útból kiágazó 57 129-es számú mellékúton érhető el. Külterületei közt áthalad az 57-es főút, de az csak Szentkútpusztát érinti, magát a falut messze elkerüli, északi irányból. Átadása óta áthalad a területén az M60-as autópálya is, csomópont nélkül.

## Története
Már az újkőkorszakból is maradtak fenn leletek a falu területén.
A települést 1266-ban Schemel néven említették, 1328-ban Zemel, 1332-ben Gemel, Semeel, Semel, Zemel alakokban írták nevét.
A falu a pécsi káptalan és a Bár–Kalán nemzetség birtoka volt.
1266-ban Kolan nemzetséghez tartozó Pósa fia Nána végrendeletében utód nélküli halála esetén a margitszigeti apácákra hagyta a falut, kivéve azt a részt, ami a pécsi egyházé volt. Tíz évvel később, 1276-ban az adományt a pápa is megerősítette.
1283-ban a margitszigeti apácák szemelyi birtokukat - a pécsi egyház része nélkül - cserébe átadták Bár–Kalán nemzetségbeli Sámson fia Ok ispánnak.
1328-ban Szemelyi Ok utódai osztoztak meg Szemely, más néven Tótfalu birtokon.
A település ekkor Sarlóssal volt határos.
Og (Ok) unokái Ádám és Márton Szemely felét később a pécsi egyházra hagyták.
Egy 14. századi tizedjegyzék önálló plébániaként említette a települést.
A török hódoltság gyökeresen átalakította a falu népességét: jelentős számban érkeztek horvátok, akik közé csak a 19. században települtek magyarok. A település lakossága római katolikus.
2001-ben a lakosság 34,6%-a vallotta magát horvát nemzetiségűnek.

## Közélete

### Polgármesterei
- 1990–1994: Dani Béla (független)[3]
- 1994–1998: Kovács Pál (független)[4]
- 1998–2002: Kovács Pál (független)[5]
- 2002–2006: Kovács Pál (független)[6]
- 2006–2010: Kovács Pál (független)[7]
- 2010–2014: Fenyvesi Árpád (független)[8]
- 2014–2015: Dani Zoltán (független)[9]
- 2016–2019: Kumli József Ferenc (független)[10]
- 2019–2024: Kumli József Ferenc (független)[11]
- 2024– : Kumli József Ferenc (független)[1]

A településen 2016. február 14-én időközi polgármester-választást (és képviselő-testületi választást) tartottak, az előző képviselő-testület önfeloszlatása miatt. A választáson Kumli József Ferenc 177 szavazattal lett polgármester, míg vetélytársai közül a munkáspárti Horváth József 1, a független Dani Zoltán pedig 77 szavazatot szerzett.

## Népesség
A település népességének változása:
| Lakosok száma | 424  | 418  | 411  | 416  | 427  | 451  | 462  | 468  |
|               | 2013 | 2014 | 2015 | 2019 | 2021 | 2022 | 2023 | 2024 |

A 2011-es népszámlálás során a lakosok 93,3%-a magyarnak, 0,9% cigánynak, 19,5% horvátnak, 3% németnek, 0,2% örménynek, 0,9% szerbnek mondta magát (5% nem nyilatkozott; a kettős identitások miatt a végösszeg nagyobb lehet 100%-nál). A vallási megoszlás a következő volt: római katolikus 36%, református 2,8%, görögkatolikus 0,2%, felekezeten kívüli 36% (20,6% nem nyilatkozott).
2022-ben a lakosság 89,6%-a vallotta magát magyarnak, 13,3% horvátnak, 2% németnek, 0,2% szerbnek, 0,2% cigánynak, 5,1% egyéb, nem hazai nemzetiségűnek (9,5% nem nyilatkozott; a kettős identitások miatt a végösszeg nagyobb lehet 100%-nál). Vallásuk szerint 33,7% volt római katolikus, 4,4% református, 0,7% evangélikus, 0,4% görög katolikus, 0,2% izraelita, 2,9% egyéb keresztény, 0,2% egyéb katolikus, 22,6% felekezeten kívüli (34,1% nem válaszolt).

## Nevezetességei
- Római katolikus templom.
- 2010-ben a késő neolitikum idejéből, körülbelül Kr. előtt 5000-ből származó, az úgynevezett lengyeli kultúrához köthető körárok-rendszert fedeztek fel a község határában, az M6-os autópálya közelében.

## Itt születtek, itt éltek
- Májer Móric - botanikus, tanár 1815. július 23-án itt született.
- Sárosácz György - néprajzkutató szül.1929

## Testvértelepülések
- Horvátország Szemelce[15]